# Kamionka (Biskupiec)
Kamionka (deutsch Steinhof) ist ein Dorf in der polnischen Woiwodschaft Ermland-Masuren. Es gehört zur Stadt- und Landgemeinde Biskupiec (deutsch Bischofsburg) im Powiat Olsztyński (Kreis Allenstein).

## Geographische Lage
Kamionka liegt am Südufer des Rogetten-Sees (polnisch Jezioro Kamionka) unweit des Pierwoy-Sees (Jezioro Pierwój) inmitten der Woiwodschaft Ermland-Masuren, 16 Kilometer südwestlich der einstigen Kreisstadt Mrągowo (deutsch Sensburg) und 42 Kilometer nordöstlich der heutigen Kreismetropole Olsztyn (Allenstein).

## Geschichte

### Ortsgeschichte
Im Jahre 1812 wurde das bis vor 1871 Kamionken und danach einige Jahre noch Steinhoff genannte Dorf gegründet. Damals war es  „ein adlig Vorwerk“, 1839 bereits „ein adlig Bauerndorf“. Zwischen 1874 und 1945 war Steinhof in den Amtsbezirk Ribben (polnisch Rybno) eingegliedert, der zum Kreis Sensburg im Regierungsbezirk Gumbinnen (ab 1905: Regierungsbezirk Allenstein) in der preußischen Provinz Ostpreußen gehörte.
Aufgrund der Bestimmungen des Versailler Vertrags stimmte die Bevölkerung in den Volksabstimmungen in Ost- und Westpreussen am 11. Juli 1920 über die weitere staatliche Zugehörigkeit zu Ostpreußen (und damit zu Deutschland) oder den Anschluss an Polen ab. In Steinhof stimmten 120 Einwohner für den Verbleib bei Ostpreußen, auf Polen entfielen keine Stimmen.
Am 30. September 1928 vergrößerte sich die Landgemeinde Steinhof, als die beiden Nachbargutsbezirke Groß Kamionken und Klein Kamionken eingemeindet wurden.
Als 1945 in Kriegsfolge das gesamte südliche Ostpreußen an Polen überstellt wurde, war auch Steinhof davon betroffen. Das Dorf erhielt die polnische Namensform „Kamionka“ und war von 1946 bis 1954 in die Gmina Rybno (deutsch Ribben) im Powiat Mrągowski (Kreis Sensburg) eingegliedert. Heute gehört das Dorf zum Powiat Olsztyński (Kreis Allenstein) und ist als Schulzenamt (polnisch Sołectwo), in das auch der Nachbarort Pierwój (Pierwoy) einbezogen ist, Teil der Stadt- und Landgemeinde Biskupiec (Bischofsburg), bis 1998 der Woiwodschaft Olsztyn, seither der Woiwodschaft Ermland-Masuren zugehörig.

### Einwohnerzahlen
| Jahr | Anzahl |
| ---- | ------ |
| 1818 | 52     |
| 1839 | 127    |
| 1871 | 118    |
| 1885 | 188    |
| 1898 | 109    |
| 1905 | 161    |
| 1910 | 163    |
| 1933 | 311    |
| 1939 | 282    |
| 2010 | 128    |
| 2011 | 119    |

## Kirche

### Evangelisch
Bis 1945 war Steinhof in die evangelische Kirche Sorquitten in der Kirchenprovinz Ostpreußen der Kirche der Altpreußischen Union eingepfarrt. Zur gleichen Kirche gehört Kamionka auch heute, sie ist nun die evangelische Pfarrkirche Sorkwity und ist der Diözese Masuren der Evangelisch-Augsburgischen Kirche in Polen zugeordnet.

### Katholisch
Bis 1894 gehörte Steinhof zur katholischen Pfarrei in Bischofsburg, danach bis 1945 zur Pfarrei in Kobulten, jeweils dem damaligen Bistum Ermland zugehörig. Zur  Pfarrkirche Kobułty gehört Kamionka noch heute, nun allerdings in das seit 1992 bestehende Erzbistum Ermland innerhalb der polnischen katholischen Kirche einbezogen.

## Verkehr
Kamionka liegt verkehrsgünstig zwischen zwei Hauptverkehrsstraßen, die durch eine Nebenstraße miteinander verbunden sind: die Landesstraße 16 (einstige deutsche Reichsstraße 127) bei Borki Wielkie (Groß Borken) und die Woiwodschaftsstraße 600 bei Rybno (Ribben). Eine Anbindung an den Bahnverkehr besteht nicht.